# Himalopsyche lungma
Himalopsyche lungma är en nattsländeart som beskrevs av Schmid 1963. Himalopsyche lungma ingår i släktet Himalopsyche och familjen rovnattsländor. Inga underarter finns listade i Catalogue of Life.